# Benedykt Józef Labre
Benedykt Józef Labre, wł. Benedetto Giuseppe Labre, właśc. fr. Benoît Joseph Labre (ur. 26 marca 1748 w Amettes we Francji, zm. 16 kwietnia 1783 w Rzymie) – wyznawca, pielgrzym Boży, tercjarz franciszkański, święty Kościoła katolickiego.

## Życiorys
Urodził się w wielodzietnej rodzinie, jako syn wieśniaków. Jego rodzice, Anne-Barba Grandsire i Jean-Baptiste Labre, należeli do klasy średniej, ale stać ich było na edukację potomstwa. Benedykt był najstarszym z piętnaściorga dzieci. Uczył się najpierw w miejscowej szkole parafialnej. W wieku 12 lat jego dalszą edukacją i wychowaniem zajął się stryj-ksiądz Józef Labre, rektor kościoła w Eri. Benedykt prowadząc życie pełne modlitwy, chciał wstąpić do zakonu. Kolejno odmówili mu kartuzi i trapiści, a cystersi do których wstąpił w 1769, uznali, że jest „zbyt mało święty, a zbyt wiele roztargniony”. W swoich dalszych poszukiwaniach Benedykt udał się do Rzymu (1770). Będąc w Asyżu, wstąpił do III Zakonu św. Franciszka. W trakcie podróży będąc w Chieri w regionie Piemont, podczas jednej z modlitw usłyszał głos:

Twoim powołaniem jest cały świat. Klasztorem twoim ulice i drogi. Masz być pielgrzymem Bożym.

Od tej pory pielgrzymował z Pismem Świętym, brewiarzem, różańcem i książką O naśladowaniu Chrystusa przemierzając wiele krajów (Włochy, Francję, Hiszpanię, Szwajcarię i Niemcy), obierając za główny cel wędrówki sanktuaria maryjne. Dał się przy tym poznać z dobroci, miłości i modlitwy. Zazwyczaj spał pod gołym niebem, jedząc to, co udało mu się wyżebrać - czasami przez cały dzień nie miał nic do jedzenia. W 1773 postanowił, że do końca życia będzie ubogim pielgrzymem żyjącym z jałmużny tak jak święty Aleksy Wyznawca.
W 1777 roku powrócił do Rzymu i zamieszkał w ruinach Koloseum. Jednemu z rzymskich malarzy jego twarz posłużyła do namalowania oblicza Chrystusa podczas Ostatniej Wieczerzy. W Wiecznym Mieście spędził ostatnie 6 lat życia. Znaleziono go wyczerpanego na schodach kościoła Matki Bożej ai Monti w Wielką Środę 16 kwietnia 1783 roku. Zmarł w komórce rzeźnika tego samego dnia mając 35 lat. Został pochowany w tymże kościele i tu znajdują się do dnia dzisiejszego jego relikwie.

## Kult
Biografię Benedykta napisał i opublikował w 1784 roku jego spowiednik ksiądz Marconi, profesor Uniwersytetu Gregoriańskiego w Rzymie. Zawierała 136 opisów cudownych uzdrowień, które zdarzyły się przy grobie Benedykta w pierwszych miesiącach po jego śmierci.
Został beatyfikowany przez Piusa IX w 1861, a kanonizowany w 20 lat później (1881) przez Leona XIII. Obu aktów kościelnych dokonali papieże, będący również tercjarzami franciszkańskimi.
Wspomnienie liturgiczne św. Benedykta Labre obchodzone jest w dzienną rocznicę jego śmierci.